# Yateley
Yateley este un oraș în comitatul Hampshire, regiunea South East, Anglia. Orașul se află în districtul Hart.